# Пойа, Дьёрдь
Дьёрдь По́йа (венг. Pólya György, англ. George Pólya или Polya — Джордж По́лиа; 13 декабря 1887, Будапешт, Австро-Венгрия (ныне Венгрия) — 7 сентября 1985, Пало-Алто, Калифорния, США) — венгерский, швейцарский и американский математик, популяризатор науки.
Основные труды — по теории чисел (гипотеза Пойи, гипотеза Гильберта — Пойи), функциональному анализу, математической статистике (распределение Пойи), теории вероятностей (теорема Титчмарша — Пойи) и комбинаторике (теорема Редфилда — Пойи).

## Биография
Родился в Будапеште в еврейской семье, принявшей католичество за год до его рождения. Религиозного воспитания не получил. Его отец был адвокатом, а старший брат Александр (у них была разница в 11 лет) — врачом. В детстве Пойа не проявлял интереса к математике, зато получил приз за перевод Гейне на венгерский язык, о чём позднее вспоминал со стыдом, так как допустил ошибку в одном слове. В детстве Пойа увлекался футболом, но одна травма привела к заражению крови и операции на ноге.
За академические заслуги Пойа получил право бесплатно учиться в Будапештском университете. Мать настаивала, чтобы он занимался юриспруденцией, но адвокатура казалась Пойе скучной. Он бросил занятия полгода спустя и планировал посвятить себя биологии, но старший брат настаивал, что «в биологии денег не заработать». В университете Пойа открыл для себя физику — он слушал курс Лоранда Этвёша, о котором позднее отзывался как о лучшем педагоге университета. Интерес к математике проснулся у Пойи под впечатлением от лекций Липота Фейера: прославленный ученый и харизматичный человек, он объединил вокруг себя множество выдающихся студентов, нередко сидел с ними в кафе, обсуждая математические задачи и истории из жизни известных математиков, с которыми ему доводилось встречаться. Один учебный год с 1910 по 1911 Пойа провёл в университете Вены, после чего вернулся в Будапешт. Под руководством Фейера Пойа защитил диссертацию и в 1912 году получил звание доктора наук в Будапештском университете. Как он потом отмечал, физика стала для него первой любовью, но посвятить свою жизнь он решил математике.
В 1914 году Пойа пытался записаться в добровольцы, но венгерская армия отказала ему из-за травмы ноги, полученной в детстве. Он поступил на работу в Высшую техническую школу в Цюрихе. Когда война близилась к концу, Венгрия попыталась его мобилизовать, но к тому моменту Пойа был убеждён, что война была ошибочной и неправильной. Он отказался идти в армию, из-за чего ещё 30 лет не мог вернуться на родину. В 1918 году он женился на швейцарке Стелле Вебер, в том же году получил профессорскую степень. В 1940 году, будучи несогласным с политикой Адольфа Гитлера, он вместе со своей супругой переехал в США, где и прошла вся его дальнейшая научная карьера.

### В США
Первое время в Америке Пойа работал как приглашённый профессор в Брауновском университете, в 1942 году переехал в Пало-Альто и получил место в Стэнфордском университете.
Опубликованная в 1945 году книга Пойи How to Solve It предлагает широкий спектр практических советов по решению как математических, так и иных задач. Эта книга была переведена на множество языков и издана миллионными тиражами, она по сей день используется при обучении студентов-математиков. Она также послужила основой для создания программы машинного обучения Automated Mathematician Дугласа Лената.

### Вклад в преподавание и математическое образование
Живя в США, Пойа много работал со школьными учителями математики и внёс большой вклад в популяризацию науки, в частности, написал несколько книг о том, как решают задачи и как надо учить решать задачи, разработал ряд методических примеров, демонстрирующие типичные ошибки (доказательство одноцветности всех лошадей).

## Наследие
В честь Дьёрдя Пойи назван тип статистических моделей в эволюционных теориях Урна Пойи.
Один из залов Стэнфорда носит имя Пойи.
Кроме того, в 1991-м Математическая ассоциация Америки запустила серию лекций имени Пойи.

### Премии
В честь Пойи названы три премии, которые иногда путают между собой:
- В 1969 году Общества промышленной и прикладной математики[англ.] учредило Премию Пойи, которая присуждается раз в два года в двух категориях: за достижения в комбинаторике и математике[12].
- В 1976 году Математическая ассоциация Америки учредила Премию Дьёрдя Пойи[англ.] за выдающиеся публикации в The College Mathematics Journal[англ.][13].
- В 1987 году Лондонское математическое общество стало присуждать Премию Пойи[англ.] за «выдающиеся творческие способности, выразительное изложение или выдающийся вклад в развитие математики в Соединенном Королевстве»[11].

## Избранная библиография
- (1948) Неравенства. — М. (совместно с Г. Харди и Дж. Литлвудом)
- (1962) Изопериметрические неравенства в математической физике. — М. (соавтор — Г. Сегё)
- (1978) Задачи и теоремы из анализа. 3-е изд. — М. (соавтор Г. Сегё)
- (1959) Как решать задачу. — М.: Учпедгиз, 1959
- (1975) Математика и правдоподобные рассуждения. 2 изд. — М.
- (1976) Математическое открытие. 2 изд. — М.